# Gonomyia colei
Gonomyia colei är en tvåvingeart som beskrevs av Alexander 1966. Gonomyia colei ingår i släktet Gonomyia och familjen småharkrankar. Inga underarter finns listade i Catalogue of Life.